# Lípy u křížové cesty
Lípy u křížové cesty je skupina památných stromů v obci Radnice severně od Rokycan. Dvě lípy malolisté (Tilia cordata Mill.) rostou v nadmořské výšce 375 m v blízkosti místní komunikace a městského rybníka. Rostou na začátku křížové cesty na "Kalvárii" jako dvojice u betonového podstavce sousoší Piety. První lípa je vysoká 22 m, šířka koruny 6 m, obvod kmene 428 cm, zdravotní stav je zhoršený, je napadena chorošem šupinatým. Druhá dosahuje výšky 17 m, šířka koruny je 8 m s obvodem kmene 261 cm, zdravotní stav je dobrý (měřeno 2009). Lípy jsou chráněny od 29. dubna 2010 jako esteticky zajímavý strom, součást kulturní památky.

## Památné stromy v okolí
- Jilm vaz v Újezdě
- Jírovec v Němčovicích
- Lípa u Kaceřovského mlýna